# Bruine schaamhaai
De bruine schaamhaai (Haploblepharus fuscus) is een vissensoort uit de familie van de kathaaien (Scyliorhinidae). De wetenschappelijke naam van de soort is voor het eerst geldig gepubliceerd in 1950 door Smith.